# Teodor Cantacuzè (segle XII)
Teodor Cantacuzè fou probablement germà de Joan Cantacuzè i fou un destacat opositor d'Andrònic I Comnè (1183-1885). Fou mort el 1184 després d'una revolta fallida a Nicea juntament amb el futur Isaac II Àngel.